# Riu Brugent
Riu Brugent är ett vattendrag i Spanien.   Det ligger i regionen Katalonien, i den östra delen av landet, 500 km öster om huvudstaden Madrid.